# Kraton Kidul
Kraton Kidul is een bestuurslaag in het regentschap Pekalongan van de provincie Midden-Java, Indonesië. Kraton Kidul telt 1779 inwoners (volkstelling 2010).